# Irina Saltykova
Irína Ivánovna Saltykóva (en ruso: Ири́на Ива́новна Салтыко́ва, apellido de soltera Sapronova; 5 de mayo de 1966, Novomoskovsk, óblast de Tula, Unión Soviética) es una cantante y actriz rusa. Alcanzó la fama en los últimos años de la Unión Soviética cuando fue una de las integrantes del grupo musical femenino Mirage entre 1988 y 1989. Posteriormente, inició su carrera en solitario con éxito y ha lanzado seis álbumes de estudio. Saltykova también ha interpretado papeles en televisión y cine en Rusia. En 2000 se interpretó a sí misma en la película Brat 2 de Aleksei Balabanov.